# Hochdorf
Hochdorf es un barrio en el noroeste de Friburgo de Brisgovia en Baden-Wurtemberg, Alemania. Está ubicado al sureste del Nimberg. El caserío Benzhausen que pertenece a Hochdorf está ubicado en una hondonada de las estribaciones del este del Nimberg.

## Enlaces
- Wikimedia Commons alberga una categoría multimedia sobre Hochdorf.